# Amr Ali (6 aprilbeweging)
Amr Ali (Egyptisch-Arabisch: عمرو على) (1982/83) is een Egyptisch activist. Sinds de oprichting in 2008 is hij lid van de 6 aprilbeweging en in oktober 2013 werd hij gekozen tot aanvoerder van de beweging.

## Biografie
Ali is afkomstig uit Minufiyah en studeerde af met een diploma in handel en administratie. Van beroep is hij inkoopmanager bij de Egyptische International Schools Group.
Sinds de oprichting in 2008 is hij lid van de 6 aprilbeweging. Hij werd drie maal vastgezet, waaronder tijdens de Egyptische Revolutie na een inval van de militaire politie op het Centrum Hisham Moebarak voor Recht. Van 2011 tot 2013 was hij verantwoordelijk voor het politieke bureau van de organisatie.
Op 28 oktober 2013 werd hij uitgeroepen tot winnaar van de interne verkiezingen die hij met 55.6% had gewonnen van Fady El-Masry. Hiermee volgde hij Ahmed Maher op voor een periode van twee jaar. De beweging had bij zijn aantreden aan populariteit ingeboet vanwege de opkomst van andere oppositiebewegingen, vanwege kritiek op de herkomst van fondsen en om bondgenoten van de groep.